# شونسكي ساكويا
شونسكي ساكويا (咲野俊介 ساكويا شونسكي) هو ممثل ياباني ولد في 20 مايو 1965 في محافظة ميازاكي.

## أدواره في الأنمي

### مسلسلات أنمي تلفزيونية
- ناروتو - ساكون/أوكون
- هيت غاي جاي - جين غلين
- ساموراي تشامبلو - موري، أكامي
- ترينيتي بلاد - كونت ماينز ألفريد
- بليتش - ريو أوتاغاوا
- كيكايشي - سانان
- داركر ذان بلاك: المقاول الأسود - كيرك ليندسي
- ون بيس - سكوتش
- بليد - ستان
- صدى الإرهاب - كينتارو شيباساكي
- بينغ بونغ - ريويتشي كازاما/دراغون
- كل شيء يصبح أف - سيجي شيندو
- طوكيو غول √A - يوشيتوكي واشو
- نوراغامي ARAGOTO - أوكونينوشي
- ماجيك كايتو 1412 - دان ميتسويشي
- غارو: القمر القرمزي - المؤسس ياسوتاكي
- ناينتي ون دايز - كورفو
- هايكيو!! الموسم الثاني - ماسايوشي ناكاشيما
- يوكيو هولدر! - جينبيه شيشيدو

### أنمي الإنترنت
- البدلة المتنقلة جاندام ثندربولت - غراهام

### أوفا أنمي
- كوبرا ذي أنيميشن: ذا سايكوغان - الكونت كليف بولد، جيبسي دوغ

### أفلام أنمي
- سايكو-باس: الفيلم - ميازاكي
- المحقق كونان: تباعات الشمس الجهنمية - تشارلي

## أدواره في ألعاب الفيديو
- ناروتو شيبودن: ألتيميت نينجا ستورم ريفولوشن - ساكون/أوكون
- ناروتو شيبودن: ألتيميت نينجا ستورم 4 - ساكون/أوكون
- فينيكس رايت: إيس أتورني: دوال ديستنيز - سايمون بلاكويل
- فاينل فانتسي X - رين
- ياكوزا 0 - أوسامو كاشيواغي

## أدواره في الدبلجة اليابانية
- تيد - جون بينيت
- تيد 2 - جون بينيت
- نهر غامض - شون ديفاين
- السنافر - باتريك
- السنافر 2 - باتريك
- مليون طريقة للموت في الغرب - فوي
- فتيات - جوشوا
- المراقبون - دانيال درايبرغ/نايت آول
- اغتيال جيسي جيمس من قبل الجبان روبرت فورد - جيسي جيمس
- المغادرون - برايس ديغنام
- العظام المحبوبة - جاك سالمون
- 300 - زيركسيس
- 300: نهوض إمبراطورية - زيركسيس
- الطيار - غلين أوديكيرك
- جينيرايتور ريكس - فان كلايس

## وصلات خارجية
- شونسكي ساكويا على موقع IMDb (الإنجليزية)
- شونسكي ساكويا على موقع قاعدة بيانات الفيلم (الإنجليزية)
- شونسكي ساكويا على موقع كينوبويسك (الروسية)
- شونسكي ساكويا على موقع ANN person (الإنجليزية)